# Christian Dvorak
Pour les articles homonymes, voir Dvorak.
Christian Dvorak (né le 2 février 1996 à Frankfort dans l'État d'Illinois aux États-Unis) est un joueur professionnel américain de hockey sur glace. Il évolue au poste d'attaquant.

## Biographie
Après avoir joué une saison avec les Knights de London dans la Ligue de hockey de l'Ontario, il est repêché par les Coyotes de l'Arizona au 58e rang lors du deuxième tour du repêchage d'entrée dans la LNH 2014. En avril 2015, il accepte un contrat de trois ans avec les Coyotes. Peu après, il joue ses deux premiers matchs professionnels dans la Ligue américaine de hockey avec le club-école des Coyotes, les Pirates de Portland.
En 2015-2016, il joue sur la même ligne que Mitchell Marner et Matthew Tkachuk et les trois joueurs réalisent plus de cent points, Dvorak réalisant 52 buts et 121 points, et se classe respectivement premier et deuxième dans la LHO sur ces chapitres. Il aide les Knights à gagner la Coupe J.-Ross-Robertson en tant que champions de la LHO et remporte également la Coupe Memorial avec l'équipe comme champions de la Ligue canadienne de hockey. Durant cette saison, il participe au championnat du monde junior avec l'équipe des États-Unis et aide l'équipe à remporter la médaille de bronze.
Il intègre l'équipe des Coyotes en 2016-2017 et réalise un point qui consiste en une aide à son premier match dans la Ligue nationale de hockey le 15 octobre 2016 contre les Flyers de Philadelphie.
Le 4 septembre 2021, l'Arizona échange Dvorak à Montréal contre un choix de premier tour en 2022 et un choix de 2e tour en 2024.

## Statistiques

### En club
| Saison     | Équipe                | Ligue      |     | Saison régulière | Saison régulière | Saison régulière | Saison régulière | Saison régulière |    | Séries éliminatoires | Séries éliminatoires | Séries éliminatoires | Séries éliminatoires | Séries éliminatoires |
| Saison     | Équipe                | Ligue      | PJ  | B                | A                | Pts              | Pun              | PJ               | B  | A                    | Pts                  | Pun                  |                      |                      |
| 2012-2013  | Steel de Chicago      | USHL       | 9   | 2                | 3                | 5                | 2                | -                | -  | -                    | -                    | -                    |                      |                      |
| 2013-2014  | Knights de London     | LHO        | 33  | 6                | 8                | 14               | 0                | -                | -  | -                    | -                    | -                    |                      |                      |
| 2014-2015  | Knights de London     | LHO        | 66  | 41               | 68               | 109              | 24               | 10               | 5  | 8                    | 13                   | 0                    |                      |                      |
| 2014-2015  | Pirates de Portland   | LAH        | 2   | 1                | 1                | 2                | 4                | 5                | 0  | 1                    | 1                    | 0                    |                      |                      |
| 2015-2016  | Knights de London     | LHO        | 59  | 52               | 69               | 121              | 27               | 18               | 14 | 21                   | 35                   | 4                    |                      |                      |
| 2016-2017  | Coyotes de l'Arizona  | LNH        | 78  | 15               | 18               | 33               | 22               | -                | -  | -                    | -                    | -                    |                      |                      |
| 2017-2018  | Coyotes de l'Arizona  | LNH        | 78  | 15               | 22               | 37               | 22               | -                | -  | -                    | -                    | -                    |                      |                      |
| 2018-2019  | Coyotes de l'Arizona  | LNH        | 20  | 2                | 5                | 7                | 2                | -                | -  | -                    | -                    | -                    |                      |                      |
| 2018-2019  | Roadrunners de Tucson | LAH        | 2   | 0                | 0                | 0                | 0                | -                | -  | -                    | -                    | -                    |                      |                      |
| 2019-2020  | Coyotes de l'Arizona  | LNH        | 70  | 18               | 20               | 38               | 12               | 9                | 2  | 1                    | 3                    | 0                    |                      |                      |
| 2020-2021  | Coyotes de l'Arizona  | LNH        | 56  | 17               | 14               | 31               | 12               | -                | -  | -                    | -                    | -                    |                      |                      |
| 2021-2022  | Canadiens de Montréal | LNH        | 56  | 11               | 22               | 33               | 24               | -                | -  | -                    | -                    | -                    |                      |                      |
| 2022-2023  | Canadiens de Montréal | LNH        | 64  | 10               | 18               | 28               | 6                | -                | -  | -                    | -                    | -                    |                      |                      |
| 2023-2024  | Canadiens de Montréal | LNH        | 30  | 5                | 4                | 9                | 4                | -                | -  | -                    | -                    | -                    |                      |                      |
| 2024-2025  | Canadiens de Montréal | LNH        | 82  | 12               | 21               | 33               | 16               | 5                | 2  | 0                    | 2                    | 4                    |                      |                      |
| Totaux LNH | Totaux LNH            | Totaux LNH | 534 | 105              | 144              | 249              | 120              | 14               | 4  | 1                    | 5                    | 4                    |                      |                      |

### En équipe nationale
| Année | Compétition                 |   | PJ | B | A | Pts | Pun                |  | Résultat |
| 2016  | Championnat du monde junior | 7 | 3  | 5 | 8 | 0   | Médaille de bronze |  |          |
| 2017  | Championnat du monde        | 8 | 1  | 0 | 1 | 6   | 5e place           |  |          |

## Trophées et honneurs personnels
- 2015-2016 :
  - Champion de la Coupe J.-Ross-Robertson avec les Knights de London
  - Nommé dans la première équipe d'étoiles de la LHO
  - Champion de la Coupe Memorial avec les Knights de London
  - Nommé dans l'équipe d'étoiles du tournoi de la Coupe Memorial